# ガブリエウ・ホドリゲス・ドス・サントス
ガブリエウ（Gabriel）ことガブリエウ・ホドリゲス・ドス・サントス（ポルトガル語: Gabriel Rodrigues dos Santos、1981年6月5日 - ）は、ブラジルのサッカー選手。元ブラジル代表。ポジションはDFまたはMF。

## クラブ歴
サンパウロFCで選手となった。2005年にフルミネンセFCに移籍。翌2006年にリーガ・エスパニョーラ・プリメーラ・ディビシオンのマラガCFに移籍したが、クラブが降格したためクルゼイロECに期限付き移籍となった。2007年5月22日にクルゼイロから放出されると、8月25日にフルミネンセに完全移籍で再加入した。
2008年7月17日にギリシャ・スーパーリーグのパナシナイコスFCに120万ユーロで移籍。攻撃的なサイドバックとして加入したが、ヨーロッパの基準では守備面に問題があると監督のヘンク・テン・カテに判断されたため、右サイドのミッドフィールダーとして起用された。2010年8月に期限付き移籍でグレミオFBPAに加入すると2011年に完全移籍した。
2013年1月にSCインテルナシオナルに加入した。
2015年7月23日に北米サッカーリーグのフォートローダーデール・ストライカーズに加入。2017年5月7日にマイアミ・デイドFCで初出場。同じく元ブラジル代表であるエメルソンとともに共演するデビュー戦となった。

## 代表歴
2005年4月27日に行われたグアテマラ代表との親善試合にブラジル代表として出場した。

## タイトル

### クラブ
サンパウロ
- トルネイオ・リオ＝サンパウロ: 2001
- カンピオナート・パウリスタ: 2002

フルミネンセ
- カンピオナート・カリオカ: 2005

パナシナイコス
- ギリシャ・スーパーリーグ: 2009–10
- キペロ・エラーダス: 2009-10

インテルナシオナル
- カンピオナート・ガウショ: 2013

マイアミ・デイド
- アメリカン・プレミア・サッカーリーグ: 2017

### 個人
- プレミオ・クラッキ・ド・ブラジレイロン: 2005[4]